# Land Sea Air Squad
Land Sea Air Squad (陸海空 最前線?, Rikukaikū Sai Zensen), conosciuto anche Storming Party, è uno sparatutto a scorrimento verticale per arcade edito dalla Taito nel 1986.
È incluso esclusivamente nella raccolta per PlayStation 2 Taito Memories II Gekan, uscita nel 2007 solo in Giappone.

## Modalità di gioco
Il gameplay di Land Sea Air Squad è simile a quello di Front Line. Il giocatore controlla un soldato impegnato sul campo di battaglia a combattere contro i soldati nemici e i loro mezzi. L'obiettivo è quello di raggiungere e di distruggere la fortezza nemica, al fine di passare al livello successivo.
Il soldato oltre a sparare dal suo fucile può lanciare delle granate, efficaci contro navi, elicotteri, carri armati e barche. Nel gioco si possono requisire di tanto in tanto uno dei quattro veicoli citati. Il giocatore dovrà fare attenzione quando è a bordo, perché se viene colpito deve scendere immediatamente per non essere coinvolto nell'esplosione e perdere una vita. Durante il tragitto si possono trovare e raccogliere dei power-up: la "P" aumenta la potenza dello sparo, mentre la "S" è una bomba intelligente che elimina tutti i nemici sullo schermo.

## Accoglienza
In Giappone, la rivista Game Machine elencò Land Sea Air Squad nel numero del 1º aprile 1986 come la decima unità arcade di maggior successo del mese.